# Patrona

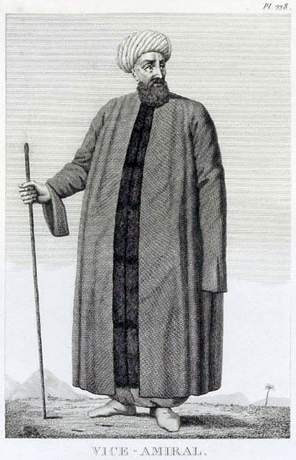
Osmanischer Vizeadmiral (Patrona) um 1800 (nach Mouradgea d’Ohsson)

Patrona war ein Dienstgrad in der Osmanischen Marine, der einem Vizeadmiral bzw. dem heutigen türkischen Tümamiral entsprach. Die Bezeichnung ist abgeleitet aus dem Italienischen und hat ihr Vorbild in der venezianischen Marine. Als Patrona wurde ursprünglich jene Galeere bezeichnet, die den Admiral (bzw. seinen Stellvertreter) trug.
Der Patrona war der Stellvertreter des Kapudan Pascha (Admiral) als Oberbefehlshaber der Flotte. Der seit dem 17. Jahrhundert bekannte Rang wurde 1855 abgeschafft und durch den Ferik Amiral ersetzt. 
Flagge des Patrona und seines Schiffes war die rote osmanische mit weißem Halbmond und Stern, die um eine silberne Kanone im roten Feld ergänzt wurde.